# Скапаноринховые
Скапаноринховые, или акулы-домовые (лат. Mitsukurinidae) — семейство ламнообразных акул. Единственным известным науке современным представителем семейства является акула-домовой или скапаноринх (Mitsukurina owstoni). Кроме Mitsukurina, по современной систематике в семейство входит три рода вымерших акул: Anomotodon, Pseudoscapanorhynchus и Scapanorhynchus. При этом в течение XX века ряд ученых, в том числе советский ихтиолог А. Н. Световидов, отождествляли роды Mitsukurina и Scapanorhynchus; по этой причине, в русскоязычных справочниках по систематике рыб термин «Скапаноринхи» дается как одно из русских именований рода Mitsukurina.
Точное систематическое положение вымерших видов остается невыясненным.

## Роды и виды
- † Anomotodon
  - † Anomotodon cravenensis
  - † Anomotodon hermani
  - † Anomotodon laevis
  - † Anomotodon novus
  - † Anomotodon plicatus
  - † Anomotodon principalis
  - † Anomotodon senessei
  - † Anomotodon sheppeyensis
  - † Anomotodon multidenticula
  - † Anomotodon toddi
- Mitsukurina — Акулы-домовые или Скапаноринхи
  - † Mitsukurina lineata
  - † Mitsukurina maslinensis
  - Mitsukurina owstoni — Акула-домовой
- † Pseudoscapanorhynchus
  - † Pseudoscapanorhynchus compressidens
- † Scapanorhynchus — Скапаноринхи
  - † Scapanorhynchus elegans
  - † Scapanorhynchus lewisi
  - † Scapanorhynchus minimus
  - † Scapanorhynchus praeraphiodon
  - † Scapanorhynchus rapax
  - † Scapanorhynchus raphiodon
  - † Scapanorhynchus subulata
  - † Scapanorhynchus texanus
  - † Scapanorhynchus undulatus